# Mieroszów
Mieroszów est une ville de Pologne, située dans la voïvodie de Basse-Silésie. Elle est le chef-lieu de la gmina de Mieroszów, dans le powiat de Wałbrzych.

## Histoire
De 1818 à 1945, Friedland fait partie de l'arrondissement de Waldenburg dans le district de Breslau au sein de la province de Silésie.